# RANBP3
La proteína de unión a Ran 3 es una proteína que en humanos está codificada por el gen RANBP3.
Este gen codifica una proteína con un dominio RanBD1 que se encuentra tanto en el núcleo como en el citoplasma. Esta proteína juega un papel en la exportación nuclear como parte de un complejo heteromérico. Se han caracterizado variantes de corte y empalmes transcripcionales alternativos, que codifican diferentes isoformas.

## Interacciones
Se ha demostrado que RANBP3 interactúa con RCC1 y XPO1.